# Samuel Firmino de Jesus
Samuel Firminio de Jesus, noto semplicemente come Samuel (San Paolo, 7 aprile 1986), è un ex calciatore brasiliano, di ruolo difensore.

## Palmarès

### Club

#### Competizioni statali
- Campeonato Paulista Série A2: 1

Portuguesa: 2007
- Recopa Sul-Brasileira: 1

Joinville: 2009
- Copa Santa Catarina: 1

Joinville: 2009
- Copa Paulista: 1

São Bernardo: 2013

#### Competizioni nazionali
- Campionato belga: 1

Anderlecht: 2011-2012
- Coppa di Lega portoghese: 1

Braga: 2012-2013